# Laetesia germana
Laetesia germana är en spindelart som beskrevs av Alfred Frank Millidge 1988. Laetesia germana ingår i släktet Laetesia och familjen täckvävarspindlar. Inga underarter finns listade i Catalogue of Life.